# Operation Dunhammer
Operation Dunhammer (deutsch „Operation Rohrkolben“) ist ein geheim gehaltener interner Rapport Dänemarks aus dem Jahre 2015, der belegt, dass der dänische Geheimdienst  die Amerikaner bei der systematischen Überwachung von Spitzenpolitikern und Industrien aus ihrem eigenen Land, so wie aus Schweden, Norwegen, Deutschland und Frankreich unterstützt hat. Außerdem half Forsvarets Efterretningstjeneste (FE) der National Security Agency (NSA) die amerikanische Regierung zu überwachen.

## Rapport
Nach den Enthüllungen Edward Snowdens beauftragte die dänische Regierung führende Experten in der IT, um herauszufinden, inwieweit Forsvarets Efterretningstjeneste dem National Security Agency (NSA) dabei half, ausländische Staatsoberhäupter und Politiker auszuspionieren. Das Resultat war der sogenannte „Operation Dunhammer“-Rapport, der am 15. Mai 2021 fertiggestellt wurde. Daraus ging hervor, dass der FE mit der NSA kooperierte und letztere diese Zusammenarbeit genutzt hat, um Politiker in Nachbarländern über Internet-Knoten in Dänemark auszuspionieren. Zu den Opfern der Überwachung zählen Toppolitiker aus Deutschland, darunter Angela Merkel, Peer Steinbrück und Frank-Walter Steinmeier sowie Politiker aus Schweden, Norwegen und Frankreich. Zum Abhören wurde unter anderem die Sandagergård Station genutzt. Laut Geheimdienstquellen des dänischen Senders DR nutzten die NSA und der dänische FE für die Überwachung der europäischen Politiker die Spionage-Software XKeyscore.
Neben dem Ausspähen von Nachbarn half der FE auch bei der Spionage von eigenen Politikern vice versa. Darunter das Finanz- und Außenministerium. Außerdem wurden auch dänische Industrien ausgespäht – vor allem half die FE dabei dänische Waffenhersteller auszuspähen.

### Tilsynet med Efterretningstjenester
Tilsynet med Efterretningstjenester (deutsch „Aufsicht über die Nachrichtendienste“) ist ein unabhängiges dänisches Kontrollorgan, dessen Personal vom Justizminister ausgewählt wird. Ihre Aufgabe besteht darin die Geheimdienste zu kontrollieren und sie untersuchen, ob diese sich an die geltenden Gesetze halten. Im November 2019 starteten sie eine Untersuchung über den dänischen Militärgeheimdienst, nachdem mehrere Enthüller ihnen Material zugespielt hatten, zu denen das Kontrollorgan vorher keinen Zugriff oder Kenntnis hatte. Ihre Ergebnisse, die vier Bände umfassten, legten sie der Verteidigungsministerin im August 2020 vor. In einer Pressemitteilung klärten sie die Öffentlichkeit über die nichtklassifizierten Ergebnisse auf: Es gäbe Hinweise darauf, dass „die FE-Führung es versäumt hat, Hinweisen auf Spionage innerhalb des Verteidigungsministeriums nachzugehen oder weiter zu untersuchen“ und dass die FE „operative Aktivitäten unter Verletzung des dänischen Rechts eingeleitet hat“. FE habe der Aufsicht „wichtige und wesentliche Informationen vorenthalten“, was die Beschaffung und Weitergabe von Informationen durch den Dienst betreffe.

## Enthüllungsjournalismus
Der geheime Rapport „Operation Dunhammer“ kam durch eine internationale Zusammenarbeit von Dänischer Rundfunk (DR), NDR, WDR, Süddeutscher Zeitung, SVT, NRK, und Le Monde Ende Mai 2021 ans Licht. Hauptverantwortlich für die Untersuchung war der Dänische Rundfunk. Diese hat mit neun Enthüllern über Monate hinweg gesprochen, welche unabhängig voneinander die geheimen Inhalte im Dokument bestätigt haben. Da der Inhalt des Rapports nur von wenigen bekannt ist, sprachen die Quellen sich nur anonym aus. Die Identitäten der anonymen Enthüller sind der Redaktion bekannt.

## Reaktionen

### Norwegen und Schweden
Die Verteidigungsminister in Norwegen und Schweden verlangen von der jetzigen dänischen Verteidigungsministerin Trine Bramsen eine umfassende Aufklärung. „Wir verlangen über Angelegenheiten, die schwedische Bürger, Unternehmen und Interessen betreffen, umfassend informiert zu werden. Und dann müssen wir sehen, wie sich die Antwort von politischer Seite in Dänemark anhört“, sagt der schwedische Verteidigungsminister Peter Hultqvist (Sozialdemokraten). Laut dem norwegischen Verteidigungsminister haben Schweden und Norwegen den Vorfall gemeinsam erörtert und nehmen ihn sehr ernst. Der schwedische Minister hat darüber hinaus Frankreich und Deutschland kontaktiert, die auch beide Opfer von der Spionage wurden. Zusätzlich hat er Antworten von der amerikanischen Regierung verlangt.

### Dänemark
Forsvarets Efterretningstjeneste, National Security Agency und Tilsynet med Efterretningstjenester haben den Fall nicht kommentieren wollen. Die dänische Verteidigungsministerin Trine Bramsen hat in einer schriftlichen Antworten verlautbart, dass es vollkommen inakzeptabel sei, nahe Alliierte systematisch zu überwachen. Zu dem konkreten Fall und den „Spekulationen“ in den Medien wollte sie aber keine Stellung nehmen. Laut Recherchen von Danmarks Radio weiß sie schon seit August 2020 von der Überwachung dänischer Verbündeter, denn da hat sie einen vierbändigen Bericht über die systematische Spionage mit dänischer Hilfe von Verbündeten erhalten.
Thomas Wegener Friis, wissenschaftlicher Angestellter an der Syddansk Universität, beschreibt den Vorfall als Skandal. Er stellt die Frage, ob man wirklich die enge Freundschaft mit Nachbarländern, die man über Generationen hinweg erarbeitet hat, für die Zusammenarbeit mit Amerika opfern will. Professor Jens Ringmose von derselben Universität beschreibt die dänische Situation als eine Position, wo Dänemark unter Druck zwischen zwei Fronten mit diametralen Interessen steht.

„Mir fällt es schwer, einen Grund darin zu sehen, weshalb diese Form der Nachbarschaftsspionage im Interesse Dänemarks sein sollte oder im Interesse eines der alliierten westlichen Länder. Ganz im Gegenteil, so untergräbt das unsere politischen Systeme, die genau das sind, was wir in einer Demokratie sichern wollen.“

## Konsequenzen
Die dänische Regierung leitete eine Untersuchung ein, in der ermittelt werden soll, ob Daten von dänischen Bürgern weitergegeben wurde, ob FE dem Kontrollorgan wichtige Informationen vorenthalten hat, ob FE unerlaubt Daten über einer Person im Kontrollorgan verarbeitet haben und inwieweit die Verteidigungsminister informiert wurden.